# Назини, Франческо
Франческо Назини (итал. Francesco Nasini; 1611 или 1621, Пьянкастаньяйо — 1695, Кастель-дель-Пьяно, Тоскана) — итальянский живописец эпохи барокко сиенской школы. Работал в основном за пределами города Сиены.

## Жизнь и творчество
Франческо был сыном Джакомо Назини и Виоланте Нокки, и стал родоначальником целой династии потомственных живописцев. У него был брат, Антонио Аннибале Назини. Самым известным представителем семьи был его сын Джузеппе Никола Назини (1657—1736), успешно работавший в Риме, Венеции и Флоренции. Другой сын — Антонио Назини (1631—1716), как и его отец, работал преимущественно в окрестностях Сиены. Аполлонио Назини, сын Джузеппе, также был известным художником.
Франческо был плодовитым художником в провинции Сиена. Образцы его искусства и произведений его потомков можно увидеть в церквях коммун Кастель-дель-Пьяно, Роккальбенья и Аббадия-Сан-Сальваторе в Тоскане. В описи произведений искусства в Сиене многие работы перечислены по конкретным членам семьи или в целом приписываются семье. Например, в капелле церкви Мадонна дель Римедии (Madonna del Rimedii) находились фрески с образами святых Цецилии, Агнессы, Маргариты, Варвары, Роха и Августина (1700). В другой капелле были фрески, изображающие святых Агату, Лючию, Аполлонию, Урсулу, Антония Падуанского и Гаэтано (Каэтана). Потолок был украшен фреской «Слава Святого Антония», написанной в 1694 году. В церкви монастыря Сан-Марко (позднее монастырь был закрыт) имелись фрески, изображающие сцены из жизни святых Иоанна Крестителя и Бернарда Аббата, Михаила и Рафаила Архангела и многие другие. В церкви Сан-Франческо-прессо-Ашано находился алтарный образ Распятия, завершённый в 1664 году. Франческо также написал фреску «Тайная вечеря» в трапезной монастыря Кармине. Он также написал алтарный образ для церкви Сан-Пьетро-алла-Маджоне.
Значительная часть произведений Франческо Назини ныне хранится в Городском музее Аквапенденте (Пинакотека Сан-Франческо). Это картины маслом на холсте, которые украшали семейные капеллы одноимённой церкви. Внутри, в хоре церкви, он создал своё главное произведение — фреску, изображающую истории из жизни святого Антония Падуанского.

## Галерея
- Святая Елена у Истинного Креста. Базилика Сан-Франческо, Сиена
- Мадонна дель Кармине со святыми Христофором и Иаковом. Между 1650 и 1690. Церковь святых Петра и Павла, Роккальбенья, Тоскана
- Святая Троица с Марией и Иоанном Крестителем. Между 1650 и 1690. Церковь святых Петра и Павла, Роккальбенья, Тоскана
- Святой Франциск с младенцем Иисусом. Между 1650 и 1690. Муниципальный музей, Роккальбенья, Тоскана
- Слава Святого Франциска. Муниципальный музей, Аквапенденте, Лацио